# Garpenberg
Garpenberg is een plaats in de gemeente Hedemora in het landschap Dalarna en de provincie Dalarnas län in Zweden. De plaats heeft 564 inwoners (2005) en een oppervlakte van 154 hectare.